# Richard Sinclair
Pour les articles homonymes, voir Sinclair.
Richard Sinclair est un musicien britannique né le 6 juin 1948 à Canterbury, dans le Kent en Angleterre. Il est le bassiste du groupe Caravan et le cousin de David Sinclair le claviériste du groupe. Il est également guitariste et chanteur et a fait partie de plusieurs groupes de la scène de Canterbury.

## Biographie
Sinclair a joué la guitare et chanté pour le groupe originaire de Canterbury, The Wilde Flowers de 1963 à 1965, avant de former le groupe Caravan en 1968. Avec son cousin le claviériste David Sinclair, le guitariste Pye Hastings et le batteur Richard Coughlan. Sa contribution en tant que compositeur s’est vraiment imposée sur leur troisième album, le classique In The Land Of Grey And Pink, sur lequel il a écrit et chanté les titres Golf Girl et l’épique Winter Wine. Sinclair quitta Caravan en 1972 pour former Hatfield and the North avec les anciens membres du groupe Delivery, Phil Miller et Pip Pyle. Il prêta sa voix distinctive et britannique par excellence, ainsi que ses talents de bassiste qui progressait de manière fulgurante, à leurs deux albums sur lesquels il a composé certains de leurs plus grands succès. Share It, Let’s Eat (Real Soon) (tous deux avec des textes signés Pip Pyle) et Halfway Between Heaven and Earth. Après quoi Hatfield se sépara en 1975 et Sinclair retourna à Canterbury pour commencer une carrière de menuisier/monteur de cuisine tout en continuant à faire de la musique occasionnellement et pratiquement toujours sous le surnom humoristique de Sinclair and the South, un clin d'œil à son dernier groupe Hatfield and the North. Il sortit de cette semi-retraite en 1977 quand Camel lui demanda de remplacer leur bassiste Doug Ferguson, qui venait de les quitter.  Cette collaboration dura le temps de faire deux albums studio, Rain Dances et Breathless - David Sinclair joue aussi sur deux pièces de cet album - et la moitié de leur album en concert, A Live Record. Son départ en 1979 marque la fin de la première partie de sa carrière musicale. 
Dans les années 1980, ses activités furent plutôt sporadiques. Il enregistra un album en collaboration avec Phil Miller et Alan Gowen, Before A Word Is Said en 1981, il rejoignit le groupe Caravan en 1982, dans un effort de réunification, et contribua à l'album Back to Front, il chanta également une chanson sur celui, posthume, de National Health, D.S. Al Coda (1982) et se joignit à Phil Miller’s In Cahoots pour un poste permanent au club de jazz londonien le Bull & Gates et une tournée européenne en 1984. Il quitta le groupe avant les premiers enregistrements studio. Ni sa voix et ni sa basse ne furent vraiment entendues jusqu’aux années 1990, exception faite d’une tournée de faible envergure en Allemagne en 1986 et une apparition en tant qu’invité sur l’album de Phil Miller Split Second(1989). En 1990, il y eut une reformation exceptionnelle de Hatfield and the North et une à plus long terme de la formation originale de Caravan en 1990-1991.
À ce point de sa carrière, Sinclair forma son groupe Richard Sinclair's Caravan Of Dreams avec l’ancien batteur de Camel Andy Ward, du machiniste de Hatfield Rick Biddulph à la basse et seulement pour les performances live, de la contribution occasionnelle de son cousin David Sinclair aux claviers et Jimmy Hastings au saxophone et à la flûte. Leur album éponyme a vu le jour en 1992, le suivant An Evening of Magic (1994) a été enregistré avec une équipe fluctuante qui incluait Pip Pyle, Tony Coe et le claviste du groupe Happy The Man, Kit Watkins. Les tournées régulières arrêtèrent en 1996 quand Sinclair a déménagé quelques années aux Pays-Bas. Il réapparut en 2002 avec quelques concerts et quelques live d’archive, mais il revint vraiment avec la reformation du groupe Hatfield and the North en 2005 et 2006, qui s’est terminé brutalement avec la mort de Pip Pyle en août 2006. Peu de temps après, il quitta définitivement son Canterbury natal pour l’Italie. En 2010, il se joint au groupe douBT - Ne pas confondre avec le groupe No Doubt ! - et publie l'album Never pet a burning dog, ils effectuent ensuite une tournée au Japon et en Europe. Puis en 2013-2014, il tourne en Italie avec le groupe Italien PropheXy, enregistrant deux chansons live bonus, Disassociation et Golf Girl, sur leur album Improvviso.

## Ses groupes
- 1963-1965 The Wilde Flowers
- 1968-1972, 1982 Caravan
- 1972-1975 Hatfield and the North
- 1976 Sinclair and the South
- 1977-1981 National Health
- 1977-1979 Camel
- 1982-1984 In Cahoots - Appelé aussi The Phil Miller Quartet
- 1988 Skaboosh
- 1991-1993 Richard Sinclair's Caravan of Dreams
- 1994-1996 R.S.V.P. (avec Pip Pyle, Didier Malherbe et Patrice Meyer)
- 1995-? Richard Sinclair Band avec Tony Coe et David Rees Williams
- 2005-2006 Hatfield and the North (réunification du groupe)

## Discographie
Caravan
- 1968 : Caravan
- 1970 : If I Could Do It All Over Again, I'd Do It All Over You
- 1971 : In the Land of Grey and Pink
- 1972 : Waterloo Lily
- 1982 : Back To Front
- 1990 : Classic Rock Legends - DVD

Hatfield and the North
- 1974 : Hatfield and the North
- 1975 : The Rotter's Club
- 1980 : Afters
- 1982 : D.S. Al Coda
- 1990 : Live 1990
- 1990 : Classic Rock Legends - DVD
- 2005 : Hatwise Choice: Archive Recordings 1973—1975, Volume 1
- 2006 : Hattitude: Archive Recordings 1973-1975, Volume 2

Camel
- 1977 : Rain Dances
- 1977 : Unevensongs
- 1978 : Breathless
- 1978 : A Live Record
- 2003 : Live Tracks

Alan Gowen, Phil Miller, Richard Sinclair & Trevor Tomkins
- 1981 : : Before A Word Is Said

Phil Miller
- 1989 : Split Seconds

Richard Sinclair's Caravan of Dreams
- 1992 : Richard Sinclair's Caravan of Dreams
- 1993 : An Evening of Magic

Richard Sinclair, David Rees & Tony Coe
- 1994 : What in the World

The Wilde Flowers
- 1994 : The Wilde Flowers - Enregistrement datant de 1965.
- 1994 : Tales Of Canterbury : The Wilde Flowers Story - Voiceprint VPB123CD, VP 123 CD
- 1998 : Canterburied Sounds, Volume 1-4 - Coffret 4 CD comprenant  Caravan, Soft Machine, Robert Wyatt et Wilde Flowers.
- 1998 : Canterburied Sounds, Volume 1-4 - Coffret 4 CD - Voiceprint: VPBOX101- Réédition du précédent.
- 2015 : The Wilde Flowers - Floating World Records – FLOATCD6250

Phil Miller Quartet
- 2006 : Conspiracy Theories

Collaborations
- 1974 : Robert Wyatt : Rock Bottom - Richard sur 3 chansons. Produit par Nick Mason.
- 1998 : Pip Pyle : 7 Year Itch - Sur 2 chansons.
- 2003 : David Sinclair : Full Cricle - Sur 3 chansons.
- 2003 : David Sinclair : Into The Sun - Sur 2 chansons.
- 2004 : Theo Travis : Earth To Ether Sur 3 chansons.
- 2010 : douBT : Never Pet A Burning Dog - Basse sur Corale Di San Luca et Laughter.
- 2013 : PropheXy Improvviso Basse et chant sur deux chansons, Disassociation et Golf Girl.

## Référence
- (en) Cet article est partiellement ou en totalité issu de l’article de Wikipédia en anglais intitulé « Richard Sinclair » (voir la liste des auteurs).